# مارکو یورموویچ
مارکو یورموویچ (صربی: Marko Jevremović؛ زادهٔ ۲۳ فوریهٔ ۱۹۹۶) بازیکن فوتبال اهل صربستان است.
وی همچنین در تیم ملی فوتبال صربستان بازی کرده‌است.